# 埼玉県立羽生実業高等学校
埼玉県立羽生実業高等学校（さいたまけんりつ はにゅうじつぎょうこうとうがっこう）埼玉県羽生市にある専門高校。略称は羽実（はじつ）。

## 沿革
- 1919年 前身の組合立羽生農業学校開校。
- 1940年 校名を埼玉県羽生実業学校に改称。
- 1948年 学制改革により埼玉県羽生実業高等学校に改称。
- 1948年 現在地に移転。
- 1949年 埼玉県に移管。埼玉県立羽生実業高等学校に改称。
- 1997年 園芸科、農業経済科、商業科、情報処理科、ビジネス会計科設置。
- 2024年 2024年現在はビジネス会計科はありません。

## 部活動

### 運動部
弓道部、剣道部、サッカー部、山岳部、ソフトボール部、男子ソフトテニス部、女子ソフトテニス部、卓球部、男子バドミントン部、女子バドミントン部、男子バスケット部、女子バスケット部、男子バレーボール部、女子バレーボール部、野球部、陸上部
ウェイトリフティング部

### 文化部
英語部、家庭部、茶道部、華道部、コンピュータ部、書道部、写真部、ブラスバンド部、放送部、ワープロ部、文芸部、漫画研究部、簿記部、科学部

## 備考
- 現在、県内で唯一校名に「実業」が入っている公立高校である。
- スクールショップ「夢実（ゆめみ）ガーデン羽実屋」は、羽生市民プラザで毎週金曜日の14時から15時に即売を行っている。
- 夢実（ゆめみ）ガーデン羽実屋は、生徒たちによって付けられた名前である。
- コンピュータ部はこの学校で唯一全国大会に出場している部活動である。
- ロードレースと呼ばれる「持久走大会」では、男子は10km、女子は7kmを走る。

## 交通
- 秩父鉄道西羽生駅より徒歩5分。
- 東武伊勢崎線羽生駅より徒歩15分。